# 鼬亞科
鼬亞科（Mustelinae）是鼬科中種類最多分佈最廣的一個亞科 ，分佈幾乎遍及鼬科的所有分佈區。